# محمود ناصری
محمود خان ناصری یا میرزا محمود خان مصدق‌الدوله سیاست‌مدار ایرانی بود، که در ادوار هفتم تا سیزدهم مجلس شورای ملی به عنوان نماینده شوشتر در مجلس شورای ملی حضور داشت.